# Ghostland
Ghostland (también conocida como Incident in a Ghostland y Pesadilla en el Infierno) es una película francesa-canadiense de terror psicológico, drama y suspenso dirigida por Pascal Laugier. 
Fue proyectada por primera vez en el Festival international du film fantastique de Gérardmer, el 3 de febrero de 2018.

## Sinopsis
Una mujer llamada Pauline viaja con sus hijas adolescentes Beth y Vera a la casa aislada de su tía Clarisse, recientemente fallecida, después de que la heredaron en su testamento. Beth lee un artículo sobre una serie de allanamientos de viviendas en los que los padres son asesinados, pero las hijas se salvan. Sin que la familia lo sepa, alguien que conduce un camión de dulces los está acosando.
Poco después de instalarse en la casa, dos intrusos, un hombre corpulento con discapacidad mental, conocido como el Hombre Gordo, y una mujer, conocida como la Mujer del Camión de Dulces, irrumpen y atacan a la familia. Vera es violada por el Gordo, mientras Beth intenta escapar, pero es abordada por la Mujer. Cuando Beth le pregunta qué quiere, la Mujer responde: "Sólo queremos jugar con muñecas". Pauline luego mata a ambos intrusos.
Dieciséis años después, Beth es una exitosa autora de ficción de terror que vive en Chicago con su marido y su hijo. Aparece en un programa de entrevistas para promocionar su nueva novela Incident in a Ghostland, que se basa en los acontecimientos de esa noche. Recibe una llamada telefónica frenética de Vera rogándole que regrese a la casa de Clarisse, donde todavía vive con Pauline. Cuando llega Beth, Pauline explica que Vera no ha podido recuperarse del trauma y ha sufrido delirios desde el incidente, por lo que se encerró en una habitación acolchada en el sótano. Beth comienza a tener sueños extraños, mientras Vera afirma que sus torturadores todavía están tratando de encontrarlas.
Durante un episodio, Beth encuentra a Vera encadenada y maquillada para que parezca una muñeca. Pauline llama a una ambulancia y le dice a Beth que no escuche a Vera. Beth se queda dormida y es capturada por la Mujer. Se despierta y descubre moretones en toda la cara y encuentra a Vera también visiblemente herida en el sótano. Beth la culpa por las heridas de ambos. Vera le implora a su hermana que enfrente la verdad, tras lo cual se revela que la Mujer en realidad mató a Pauline esa noche; Beth y Vera todavía son adolescentes cautivas en la casa de Clarisse y toda la vida adulta de Beth ha sido una alucinación.
La Mujer viste a Beth como una muñeca y la deja en una habitación llena de muñecas, que el Gordo molesta y rompe. Cuando ataca a Beth, ella se defiende y huye. Libera a Vera y escapan de la casa. Llegan a una carretera donde dos policías estatales los ayudan y reportan el incidente al despacho. Sin embargo, ambos son asesinados a tiros por la Mujer, quien recaptura a las chicas.
Beth se retira mentalmente a su fantasía de ser adulta. En un cóctel conoce a su ídolo, H.P. Lovecraft, quien le dice que su novela es una obra maestra. Beth ve a Vera pidiendo ayuda a gritos y decide regresar para rescatarla. Ella se escapa del Gordo y se enfrenta violentamente a la Mujer. Otro policía estatal llega a tiempo para matar a tiros tanto al Gordo como a la Mujer. Después de que llegan las autoridades, Beth tiene una visión de su madre saludándolos desde la casa mientras ella y Vera son llevadas a un hospital.

## Reparto
- Mylène Farmer como Pauline
- Crystal Reed como Elizabeth "Beth" Keller
  - Emilia Jones como Beth joven
- Anastasia Phillips como Vera
  - Taylor Hickson como Vera joven
- Rob Arquero como El Hombre Gordo
- Kevin Power como La Mujer del Camión de Dulces
  - Angela Asher como La Mujer del Camión de Dulces (voz)
- Adam Hurtig como El esposo de Beth.
- Denis Cozzi como El hijo de Beth.

## Producción
Ghostland es una coproducción canadiense y francesa, Canadá proporciona el 69.12% de la financiación y Francia proporciona 30.88%. La película fue rodada principalmente en Canadá.

## Estreno
Ghostland fue proyectada por primera vez en una competición el 3 de febrero de 2018 en Festival international du film fantastique de Gérardmer. Ghostland ganó tres premios en el festival, incluyendo el Grand Prize, Audience Award y el SyFy Award. El SyFy Award fue elegido por cinco blogueros en el festival. La película recibió un estreno en cines de Francia el 14 de marzo de 2018. En algunos territorios fue estrenada como Ghostland y en otros como Incident in a Ghostland.